# Colora (Maryland)
Colora é uma área não incorporada a oeste do Condado de Cecil, Maryland, Estados Unidos, perto de Conowingo e Port Deposit.

## Características
O CEP desta área é 21917 e possui algumas casas históricas e algumas novas estruturas, como alguns bairros de desenvolvimento.
É também o lar de um pomar de maçãs chamado "Colora Orchards" e da escola chamada West Nottingham Academy, da qual o atual jogador da NBA, Josh Boone, se formou em 2002. A escola também educou o famoso artista contemporâneo Eric Fischl.
Colora é a localização da Colora Meetinghouse, listada no Registro Nacional de Lugares Históricos em 1977. O distrito histórico da West Nottingham Academy foi listado em 1990.